# Hoarwithy
Hoarwithy – wieś w Anglii, w hrabstwie Herefordshire. Leży 12 km na południe od miasta Hereford i 182 km na zachód od Londynu.